# بخش تروسا
بخش تروسا (به سوئدی: Trosa kommun) یک ناحیه شهری در سوئد است که در شهرستان سودرمانلاند واقع شده‌است.